# Comandos Jungla

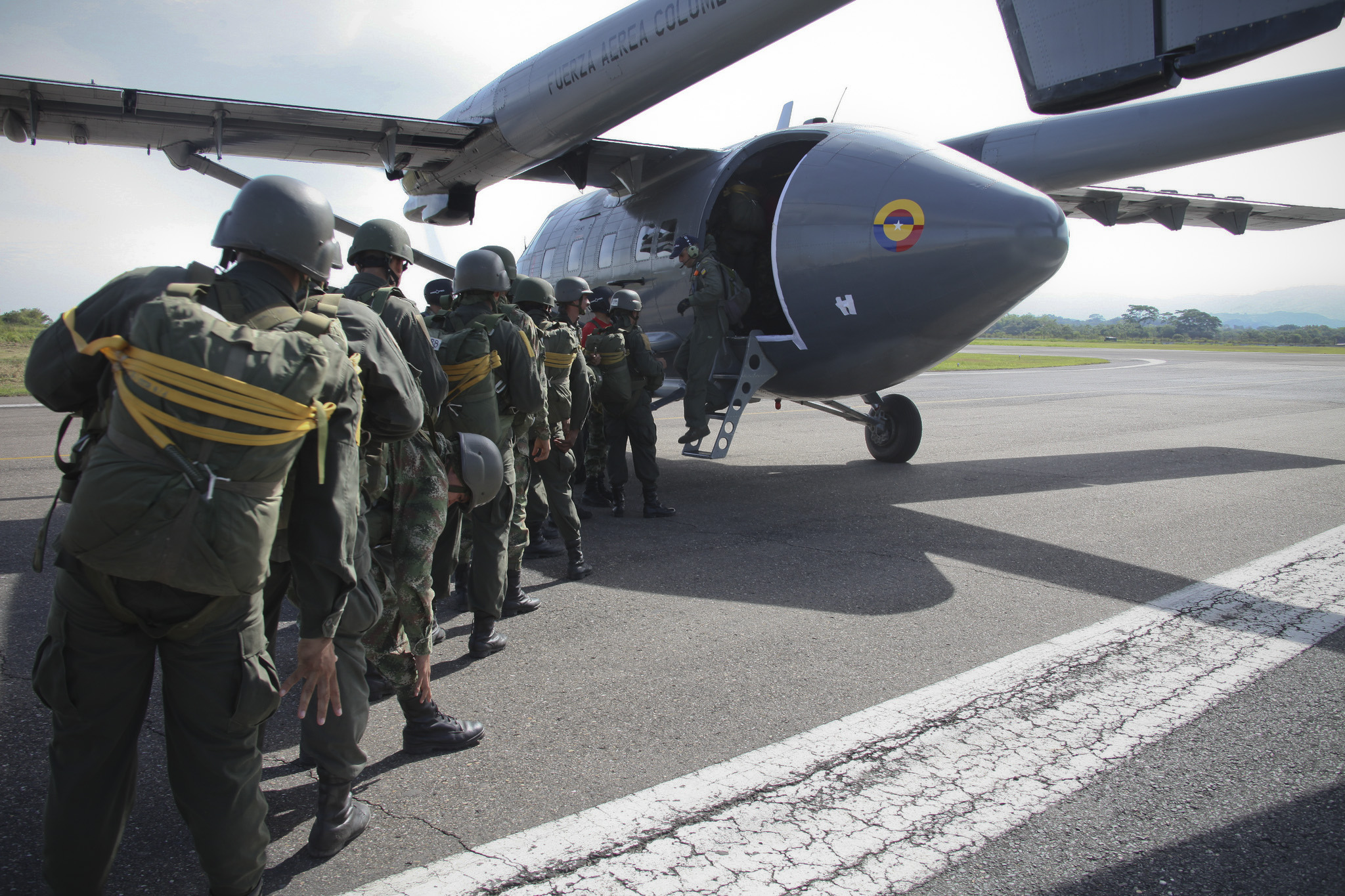
Auf der Base Aérea Capitán Germán Olano der Kolumbianischen Streitkräfte in Puerto Salgar, Cundinamarca, steigen Comandos-Jungla-Einheiten in ein Flugzeug zur Ausbildung im Fallschirmspringen.

Die Comandos Jungla, deutsch Kommandos Dschungel, sind kolumbianische Spezialeinheiten gegen die Drogenkriminalität im Land. Sie unterstehen dem Dirección de Antinarcóticos und sind somit Teil der Policía Nacional de Colombia (PNC).

## Auftrag
Der Auftrag der Jungla besteht vor allem in der Bekämpfung von Drogenkriminalität in den Dschungelgebieten Kolumbiens. Es werden dabei vor allem Drogeninfrastruktur, wie Labore, Drogenlager und Lager mit Chemikalien zur Drogenerzeugung zerstört. Des Weiteren werden High-value targets, wie zum Beispiel Führer von Rebellen, welche im Drogengeschäft sind, verhaftet.

## Historie
Die PNC startete die ersten Ausbildungsgänge für die Jungla im Jahr 1989 mit der Unterstützung der USA und der Special Air Service (SAS) aus Großbritannien. Der Kurs dauerte sechs Monate, in denen eine speziell ausgewählte Gruppe von Polizeibeamten auf Maßnahmen geschult wurden, allein im Dschungel für eine Woche überleben zu können. Die Ausbilder des SAS waren bis 1991 für die Jungla aktiv als dann 1998 die 7th Special Forces Group (7th SFG) die Ausbildung übernahm. Seitdem obliegt die Ausbildung beim eigenen Kader, jedoch ist die US-Regierung immer noch unterstützend in der Ausbildung involviert.

## Zusammenarbeit mit anderen Behörden
In den letzten Jahren kam die US-amerikanische Drug Enforcement Administration (DEA) in der Ausbildung hinzu. Beide Organisationen betreuten die Jungla in der taktischen Ausbildung, der Schusswaffenausbildung und dem Landkrieg. Die DEA-Agenten waren jedoch auch bei Festnahmen von hochrangigen Zielen beteiligt. Die Ausbildung der Jungla wurden finanziell vom Bureau of International Narcotics and Law Enforcement Affairs (NAS) im United States State Department und der Narcotic Affairs Section der Botschaft der Vereinigten Staaten in Bogotá unterstützt. Daneben hatten auch andere amerikanische Behörden bei der Ausbildung mitgewirkt, das Verteidigungsministerium der Vereinigten Staaten (DoD), die Central Intelligence Agency (CIA) und die Immigrations and Customs Enforcement. Auch Großbritannien war trotz des Endes der anfänglichen Ausbildung 1991 heimlich aktiv. Britische Agenten des MI6, Soldaten des SAS und des Special Boat Service sollen gemäß Medienberichten zusammen mit den Jungla aktiv gewesen sein.
Die Jungla waren zusammen mit der Dirección de Antinarcóticos im Jahr 2006 Teil einer Delegation, um mit afghanischen Antidrogeneinheiten einen Erfahrungsaustausch abzuhalten. 2010 organisierten die Jungla einen Kurs in Mexiko um Beamten aus Mexiko, Paraguay, Argentinien und Brasilien zu zeigen wie man Kokainlabore zerstört, Beweise sammelt und wie man sicher mit Chemikalien umgeht. Zusammen mit den 7th SFG halfen die Jungla im Jahr 2014 die erste Klasse der Tropa de Inteligencia y Grupos de Respuesta Especial de Seguridad auszubilden.

## Organisation
Grundsätzlich sind die Junglas in drei Kompanien eingeteilt, welche jeweils für eine eigene Region zuständig sind:
- Nördliche Region, stationiert in Santa Marta, Departamento del Magdalena[1]
- Zentrale Region, stationiert in Bogotá, Departamento Cundinamarca[1]
- Südliche Region, stationiert in Tuluá, Departamento Valle del Cauca[1]

40 Mitglieder der Einheit, stationiert in Bogotá, bilden zudem ein Spezialaufklärungsteam, welches vor allem für „High Value Targets“ zuständig ist. Die Jungla haben 600 Mitglieder.

## Ausrüstung
Die Ausrüstung ist ähnlich dem US Special Forces Command und wird in erster Linie vom Bureau of International Narcotics and Law Enforcement Affairs gestellt:
- M16[1]
- M4 - Es scheinen verschiedene Versionen des M4 bei den Junglas vorhanden zu sein. So soll es Standard-M4s geben, jedoch auch M4s mit der SOCMOD-Modifikation, mit AN/PEQ-2, ACOG und Montagesystem, aber auch M4s mit Magazinen aus der Zeit des Vietnamkrieges, die nur 20 Patronen laden konnten.[1]
- M9[1]
- M870[1]
- M60[1]
- Mk 19[1]
- M224[1]

Die Jungla haben keine eigene Luftfahrzeuge, kooperieren jedoch mit dem Aviación Policial.

## Ausbildung
Die Ausbildung findet in einem eigenen Camp in El Espinal statt. Die Aspiranten werden von einem Team aus 60 Jungla-Kadern ausgebildet. Das Camp wurde mit der Hilfe des SAS und der US Special Forces Command aufgebaut. Die Ausbildung hat eine Dauer von vier Monaten und die Teilnehmer müssen Fähigkeiten in verschiedenen Gebieten wie Landkrieg, Dschungelkrieg, Drogenbekämpfung und Überlebenstraining erlernen. Jeder Aspirant muss sich nach einer Grundausbildung spezialisieren. Dabei sind folgende Spezialisierungen vorgesehen: Sanitär, Scharfschützen, oder Sprengungen. Zusätzlich hat die DEA auf einem Stützpunkt in Facatativá eine Schießanlage um schnelles Schießen zu üben. Auch die Scharfschützenausbildung findet auf diesem Gelände statt.